# Mesoleptus incolumis
Mesoleptus incolumis là một loài tò vò trong họ Ichneumonidae.